# Dryadaula
Dryadaula är ett släkte av fjärilar. Dryadaula ingår i familjen äkta malar.

## Dottertaxa tillDryadaula, i alfabetisk ordning[1]
- Dryadaula acrodisca
- Dryadaula advena
- Dryadaula amentata
- Dryadaula anthracorma
- Dryadaula boviceps
- Dryadaula bronctotypa
- Dryadaula castanea
- Dryadaula catorthota
- Dryadaula caucasica
- Dryadaula discatella
- Dryadaula epischista
- Dryadaula epixantha
- Dryadaula germana
- Dryadaula glycinocoma
- Dryadaula glycinopa
- Dryadaula heindeli
- Dryadaula hellenica
- Dryadaula irinae
- Dryadaula isodisca
- Dryadaula marmoreipennis
- Dryadaula melanorma
- Dryadaula mesosticha
- Dryadaula metrodoxa
- Dryadaula multifurcata
- Dryadaula murenula
- Dryadaula myrrhina
- Dryadaula napaea
- Dryadaula pactolia
- Dryadaula panscia
- Dryadaula placens
- Dryadaula poecilta
- Dryadaula rhombifera
- Dryadaula selenophanes
- Dryadaula sublimis
- Dryadaula terpsichorella
- Dryadaula trapezoides
- Dryadaula tripudians
- Dryadaula ussurica
- Dryadaula visaliella
- Dryadaula zinica
- Dryadaula zygodes
- Dryadaula zygoterma